# Turinško višavje
Turinško višavje  ali Turinško-Vogtlandsko skrilasto hribovje (nemško Thüringer Schiefergebirge ali Thüringisches Schiefergebirge, dobesedno »Turinško skrilasto hribovje«) je nizko hribovje v nemški zvezni državi Turingiji.

## Geografija
Turinško višavje na jugozahodu meji na Turinški gozd. To je približno 20 km široka planota, ki se spušča proti jugovzhodu proti dolini reke Saale na območju Saalskega jezu in vključuje dele Turinškega gozda in naravnega parka Zgornja Saala.
Največji mesti v Turinškem višavju sta Saalfeld in Bad Blankenburg, ki ležita na njegovem severnem obodu, Neuhaus am Rennweg v najvišji regiji in Bad Lobenstein na vzhodnem robu (kjer prehaja v Frankovski gozd).
Območje obsega skupaj 4 manjše regije:
- zgornja dolina Saale
- jezersko okrožje Plothen
- Visoki skrilasti hribi
- Regija Sormitz-Schwarza

Skrilasto hribovje Vogtlanda in Turinškega višavja se razteza od Turinškega gozda do Rudnih gora (Erzgebirge). So med približno 300 m do 500 m nadmorske višine in obsegajo rahlo razgibana gričevja, ki so del hrbtenice osrednjega hribovja. Raztezajo se v dolžini približno 75 km od vzhoda proti zahodu in 50 km od severa proti jugu. Tipične značilnosti pokrajine so diabazni vrhovi ali Kuppen (kot Pöhlde ali Hübel) z gozdnatimi grebeni. Ti so narejeni iz vulkanske kamnine diabaz, ki je trša od okoliških kamnin in zato počasneje prepereva, kar povzroča značilne Kuppen (kopast vrh).

## Geologija
Kot pove njegovo nemško ime, je Turinško višavje sestavljeno predvsem iz skrilavca. Čeprav je bilo to območje oblikovano na podoben način kot Harz, nima ostrih delitev, ki bi jih povzročile prelomnice. Skoraj ves krog regije postopoma prehaja v okoliško pokrajino. Kamnine, ki jih najdemo tukaj, so iz obdobja paleozoika, tj. [fordovicij]]skega, silurskega, [fdevon]]skega in spodnjega karbonskega obdobja. Najpomembnejši so:
- skrilavec,
- Alaunschiefer,
- radiolarit, kremenova kamnina z ostanki radiolarijev (morske praživali)
- apnenec,
- peščenjak,
- droba (Greywacke),
- diabaz, drobnozrnata predornina gabrske skupine
- spilit, hidrotermalno spremenjen bazalt in
- vulkanski konglomerati.

Krasotvorni in s tem jamskotvorni apnenec se pojavlja le na nekaj majhnih izoliranih območjih. Posledično je število jam zelo malo.

## Reke in Hidroelektrarne
V dolini reke Saale sta dva največja jezova v Nemčiji, ki tvorita rezervoarja Hohenwarte in Bleiloch. V dolini Schwarza je leta 2003 odprta črpalna hidroelektrarna Goldisthal, ki je ena največjih črpalnih hidroelektrarn v Evropi.

## Hribi
Okoli strmih dolin rek Schwarza in Saale je višinska razlika med vrhovi hribov in dnom dolin pogosto celo 300 m ali več, kar je veliko za hribe te velikosti.
1. Großer Farmdenkopf (869 m), okrožje Sonneberg
2. Kieferle (867 m), okrožje Sonneberg
3. Bleßberg (865 m), okrožje Hildburghausen
4. Dürre Fichte (861 m), okrožje Sonneberg
5. Breitenberg (Turinški gozd) (844 m), okrožje Sonneberg
6. Fellberg (842 m), Steinach, okrožje Sonneberg
7. Eselsberg (842 m), okrožje Hildburghausen, Turinški gozd/meja Turinškega višavja
8. Pechleite (839 m), okrožje Hildburghausen
9. Fehrenberg (835 m), okrožje Hildburghausen, Turinški gozd/meja Turinškega višavja
10. Hoher Schuß (827 m), okrožje Saalfeld-Rudolstadt